# Euphyia albinodosa
Euphyia albinodosa là một loài bướm đêm trong họ Geometridae.